# Heinrich Matter

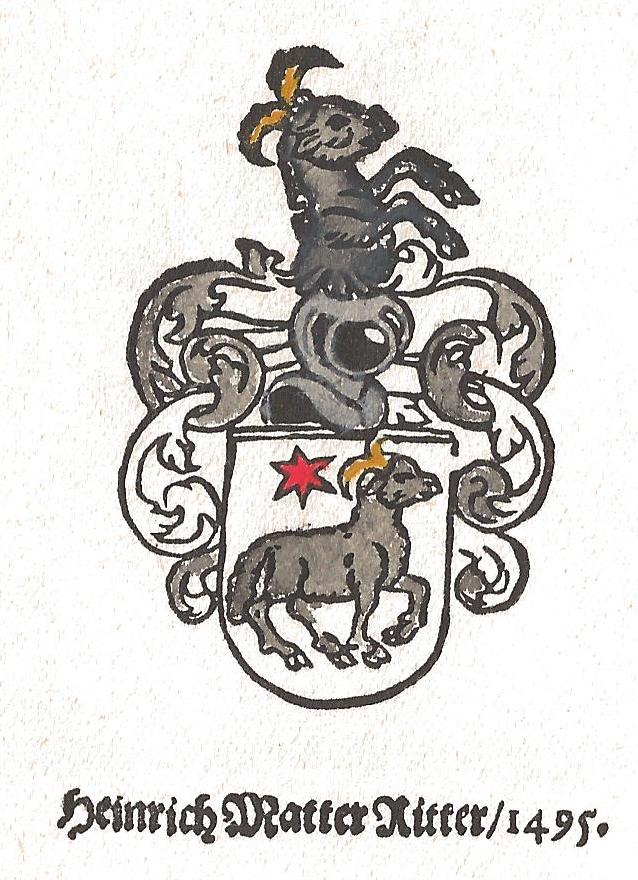
Wappen Heinrich Matter (1612)

Heinrich Matter (* 1428; † 1508) war Schultheiss von Bern.
Sohn des Heinzmann und der Margarete von Bern. Er sass ab 1469 im Grossen Rat, wurde 1475 Schultheiss von Thun, sass von 1477 bis 1495 und von 1498 bis 1506 im Kleinen Rat. 1478 war er Landvogt in Orbe-Echallens und von 1495 bis 1498 Schultheiss von Bern. Er war verheiratet mit Louise Velga und 1508 in zweiter Ehe mit Margaretha von Altdorf. 1475 war er Oberbefehlshaber in Yverdon. Als erster Landvogt von Grandson kämpfte Matter 1476 in der Schlacht bei Murten. In den Jahren 1477 bis 1483 war er mehrfach Gesandter am französischen Hof und 1489 auf dem Reichstag in Frankfurt. 1496 nahm er an Maximilians Romzug teil und erhielt auf der Brücke in Tortona bei Pavia die Ritterwürde.